# Сьомий хранитель
«Сьомий хранитель» (порт. O Sétimo Guardião) — бразильський телесеріал 2018-2019 рр. у жанрі драми та створений компанією TV Globo. В головних ролях — Бруно Гальяссо, Марина Руй Барбоза, Лілія Кабрал, Тоні Рамос, Жозе Лорето, Янна Лавінь, Едуардо Московіс, Марселлу Новаес, Ванесса Джакомо, Кароліна Дікманн.
Перша серія вийшла в ефір 12 листопада 2018 року.
Серіал має 1 сезон. Завершився 161-м епізодом, який вийшов у ефір 17 травня 2019 року.
Режисер серіалу — Аллан Фітерман.
Сценарист серіалу — Агінальдо Сілва.

## Сюжет
У маленькому містечку в провінції люди живуть спокійним, розміреним життям. Місто оточують чудові мальовничі гори. Все це поєднується з відсутністю сучасних технологій, засобів мобільного зв'язку та інтернету. Але, незважаючи на це, місцеві жителі не ставлять за мету запровадження технічних досягнень і появи чужинців в їхньому місті, так як усіх об'єднує одна таємниця. Внизу, біля самого схилу гір знаходиться унікальне омолоджуюче цілюще джерело. Біля нього цілодобово чергують сім жителів міста — зберігачів, вибір яких є своєрідним ритуалом. Кожен з них наділений особливими талантами і вміннями. Серед них є мер, жебрак, лікар, медіум і інші представники різних професій. Але незабаром, стабільність та передбачуваність життя порушується. Чи зможуть мешканці протистояти ситуації, що склалася і зберегти таємницю джерела?

## Актори та ролі

### Головний акторський склад
| Актор                  | Роль                        |
| ---------------------- | --------------------------- |
| Бруно Гальяссо         | Габріель                    |
| Марина Руй Барбоза     | Луз                         |
| Лілія Кабрал           | Валентина Марсалла / Марлен |
| Тоні Рамос             | Олаво де Арагон Дуарте      |
| Жозе Лорето            | Джуніор                     |
| Янна Лавінь            | Лаура                       |
| Едуардо Московіс       | Муріло / Леон               |
| Марселлу Новаес        | Сампайо                     |
| Ізабела Гарсія         | Джудіт                      |
| Ден Стулбак            | Юріко                       |
| Летісія Спіллер        | Марільда                    |
| Кайо Блат              | Гендро                      |
| Бруна Лінзмаєр         | Лурдес Марія                |
| Елізабет Савалла       | Мірті                       |
| Ванесса Джакомо        | Стелла                      |
| Пауло Роша             | Джозе Аранья                |
| Кароліна Дікманн       | Афродіта                    |
| Марсело Серрадо        | Ніколау                     |
| Маркос Карузо          | Сосфен                      |
| Зезе Полесса           | Мілу                        |
| Ана Беатріс Ногейра    | Ондіна                      |
| Леопольдо Пачеко       | Фелісіано Патахо            |
| Мільхем Кортаз         | Жубер Мачадо                |
| Флавія Алессандра      | Рита де Кассія              |
| Фернанда Де Фрейтас    | Луїза Марі                  |
| Теодоро Кокрейн        | Адамастор                   |
| Нані Піпл              | Маркос Пол                  |
| Паулу Вільхена         | Джон Інаціо                 |
| Керол Дуарте           | Стефанія                    |
| Кайо Манхенте          | Гільєрмо                    |
| Ларисса Ейрс           | Діана                       |
| Габріель Штауффер      | Валід                       |
| Джулія Гайосо          | Рівалда                     |
| Пауло Міклош           | Журанді                     |
| Ейтор Мартінес         | Роберіо (Лео)               |
| Марчелло Мелу молодший | Фабін                       |
| Аїлтон Граса           | Раміро                      |
| Гвіда Віана            | Фірміна / Йозефа            |
| Вівіан Араужо          | Неїде                       |
| Матеус Абреу           | Мальтоні                    |
| Джуллія Бускасіо       | Еліза                       |
| Роберто Бірінделлі     | Тобіас                      |
| Адріана Лесса          | Клотільда                   |
| Джаффар Бамбірра       | Леонардо                    |
| Едуардо Спероні        | Бебето                      |
| Інес Пейшоту           | Сокорро                     |
| Луччі Феррейра         | Патрісіо Насер              |
| Джозі Пессоа           | Лучіана                     |
| Міля Кармо             | Жануарі                     |
| Феліпе Гінце           | Песанья                     |
| Жулія Конрад           | Раймунда                    |
| Ліза Гомес             | Люсілена                    |
| Ана Клара Коуто        | Маргарет                    |
| Вітторія Сейксас       | Крістіана                   |

### Актори другого плану
| Актор             | Роль                       |
| ----------------- | -------------------------- |
| Антоніо Каллоні   | Егідіо                     |
| Тука Андрада      | Матозо                     |
| Еріберто Леао     | Афраніо Коста              |
| Пауло Бетті       | Іпіранга Пітігуарі         |
| Луїза Томе        | Скарлет Маккензі Пітігуарі |
| Сабріна Когут     | Дженане                    |
| Кає Кампос        | Фейжо                      |
| Густаво Новаес    | Атала                      |
| Мігель Надер      | Ліма                       |
| Регіна Сампайо    | Марія ду У, мати           |
| Регіна Антоніні   | Марія ду У, дочка          |
| Лаерсіо Фонсека   | Герчіно                    |
| Андреа Бассітт    | Марлі                      |
| Аня Біттенкурт    | Дона Марія                 |
| Сімона Зукато     | Ліліана                    |
| Валентина Сампайо | Модель костюма Мачадо      |

## Сезони
| Сезон | Епізоди | Епізоди | Оригінальний показ | Оригінальний показ | Оригінальний показ |
| Сезон | Епізоди | Епізоди | Перший показ       | Останній показ     | Мережа             |
| ----- | ------- | ------- | ------------------ | ------------------ | ------------------ |
| 1     | 161     | 161     | 12 листопада 2018  | 17 травня 2019     | TV Globo           |

## Аудиторія
| Сезон | Розклад     | Епізоди | Перший ефір            | Перший ефір    | Останній ефір       | Останній ефір  | Середня кількість глядачів (бали) |
| Сезон | Розклад     | Епізоди | Дата                   | Глядачі (бали) | Дата                | Глядачі (бали) | Середня кількість глядачів (бали) |
| ----- | ----------- | ------- | ---------------------- | -------------- | ------------------- | -------------- | --------------------------------- |
| 1     | Пн–Сб 21:15 | 161     | 12 листопада 2018 року | 33             | 17 травня 2019 року | 34             | 28.8                              |

## Рейтинги серій

### Сезон 1 (2018—2019)
| Тиждень                  | Дата                     | Дата                     | День тижня               | День тижня               | День тижня               | День тижня               | День тижня               | День тижня               | Середній рейтинг за тиждень (бали) |
| Тиждень                  | початку тижня            | закінчення тижня         | понеділок                | вівторок                 | середа                   | четвер                   | п'ятниця                 | субота                   | Середній рейтинг за тиждень (бали) |
| 01                       | 12/11                    | 17/11/2018               | 33                       | 31                       | 25                       | 30                       | 28                       | 26                       | 28.8                               |
| 02                       | 19/11                    | 24/11/2018               | 32                       | 30                       | 29                       | 30                       | 28                       | 24                       | 28.8                               |
| 03                       | 26/11                    | 01/12/2018               | 32                       | 32                       | 30                       | 30                       | 27                       | 25                       | 29.3                               |
| 04                       | 03/12                    | 08/12/2018               | 31                       | 29                       | 30                       | 31                       | 28                       | 25                       | 29.0                               |
| 05                       | 10/12                    | 15/12/2018               | 29                       | 29                       | 27                       | 27                       | 25                       | 23                       | 26.7                               |
| 06                       | 17/12                    | 22/12/2018               | 28                       | 27                       | 28                       | 26                       | 25                       | 23                       | 26.2                               |
| 07                       | 24/12                    | 29/12/2018               | 16                       | 27                       | 28                       | 28                       | 26                       | 23                       | 24.7                               |
| 08                       | 31/12                    | 05/01/2019               | 15                       | 27                       | 27                       | 29                       | 27                       | 26                       | 25.2                               |
| 09                       | 07/01                    | 12/01/2019               | 28                       | 28                       | 28                       | 26                       | 25                       | 24                       | 26.5                               |
| 10                       | 14/01                    | 19/01/2019               | 28                       | 29                       | 29                       | 30                       | 27                       | 24                       | 27.8                               |
| 11                       | 21/01                    | 26/01/2019               | 30                       | 30                       | 30                       | 29                       | 30                       | 26                       | 29.2                               |
| 12                       | 28/01                    | 02/02/2019               | 30                       | 30                       | 29                       | 29                       | 29                       | 25                       | 28.7                               |
| 13                       | 04/02                    | 09/02/2019               | 30                       | 32                       | 28                       | 32                       | 31                       | 27                       | 30.0                               |
| 14                       | 11/02                    | 16/02/2019               | 31                       | 32                       | 28                       | 31                       | 27                       | 29                       | 29.7                               |
| 15                       | 18/02                    | 23/02/2019               | 31                       | 32                       | 29                       | 31                       | 29                       | 26                       | 29.7                               |
| 16                       | 25/02                    | 02/03/2019               | 30                       | 29                       | 29                       | 31                       | 30                       | 26                       | 29.2                               |
| 17                       | 04/03                    | 09/03/2019               | 29                       | 30                       | 28                       | 31                       | 28                       | 26                       | 28.7                               |
| 18                       | 11/03                    | 16/03/2019               | 31                       | 32                       | 28                       | 31                       | 30                       | 27                       | 29.8                               |
| 19                       | 18/03                    | 23/03/2019               | 30                       | 32                       | 28                       | 33                       | 30                       | 26                       | 29.8                               |
| 20                       | 25/03                    | 30/03/2019               | 31                       | 32                       | 28                       | 31                       | 30                       | 27                       | 29.8                               |
| 21                       | 01/04                    | 06/04/2019               | 31                       | 32                       | 27                       | 34                       | 32                       | 29                       | 30.8                               |
| 22                       | 08/04                    | 13/04/2019               | 31                       | 33                       | 30                       | 32                       | 30                       | 25                       | 30.2                               |
| 23                       | 15/04                    | 20/04/2019               | 32                       | 31                       | 27                       | 28                       | 27                       | 25                       | 28.3                               |
| 24                       | 22/04                    | 27/04/2019               | 31                       | 31                       | 29                       | 31                       | 30                       | 26                       | 29.7                               |
| 25                       | 29/04                    | 04/05/2019               | 33                       | 30                       | 27                       | 30                       | 30                       | 27                       | 29.5                               |
| 26                       | 06/05                    | 11/05/2019               | 32                       | 32                       | 29                       | 32                       | 28                       | 28                       | 30.2                               |
| 27                       | 13/05                    | 18/05/2019               | 31                       | 31                       | 31                       | 35                       | 34                       | 23                       | 30.8                               |
| Середній рейтинг серіалу | Середній рейтинг серіалу | Середній рейтинг серіалу | Середній рейтинг серіалу | Середній рейтинг серіалу | Середній рейтинг серіалу | Середній рейтинг серіалу | Середній рейтинг серіалу | Середній рейтинг серіалу | 28.78                              |

## Нагороди та номінації
| Рік      | Нагорода        | Категорія               | Номінанти  | Результат |
| -------- | --------------- | ----------------------- | ---------- | --------- |
| 2019 рік | Melhores do Ano | Найкраща молода акторка | Нані Піпл  | Номінація |
| 2019 рік | Melhores do Ano | Персонаж року           | Тоні Рамос | Перемога  |